# Universidade do Texas em Austin
A Universidade do Texas em Austin (em inglês:  The University of Texas at Austin), informalmente Universidade do Texas (University of Texas), UT Austin ou simplesmente UT, é uma universidade pública, principal faculdade da Universidade do Texas. Fundada em 1883, seus campus ficam a aproximadamente 400 metros do Capitólio do Estado do Texas, em Austin, capital do estado americano do Texas. A instituição tem o quinto maior índice de alunos inscritos por campus em todo o país (dados de outono de 2010), com mais de 50 000 alunos de graduação e pós-graduação, bem como 24 000 funcionários e professores. Atualmente ocupa a segunda posição em número de alunos incritos no estado, atrás da Texas A&M University.
A Universidade do Texas em Austin foi uma das oito instituições a receber originalmente o título de Public Ivy e foi aceita na Associação Americana de Universidades em 1929. A universidade é um importante centro de pesquisa acadêmica, e seus gastos excederam a quantia de 640 milhões de dólares durante o ano letivo de 2009-2010. Possui sete museus e dezessete bibliotecas, incluindo o Museu e Biblioteca Lyndon Baines Johnson e o Museu de Arte Blanton, e é responsável pela gestão de diversas instalações auxiliares de pesquisa, como o Campus de Pesquisa J. J. Pickle e o Observatório McDonald. Diversos membros do corpo docente da universidade receberam o Prêmio Nobel, o Prêmio Pulitzer, o Prêmio Wolf e a Medalha Nacional de Ciência, bem como diversos outros prêmios.
Os atletas da UT Austin competem com o nome de Texas Longhorns, e pertencem à Big 12 Conference.  A universidade já conquistou quatro Campeonatos Nacionais de Futebol Americano da NCAA Division I, e possui mais títulos em esportes masculinos e femininos que qualquer outra universidade dos Big 12 desde que a liga foi fundada, em 1996. Atletas antigos e atuais da UT Austin já conquistaram 117 medalhas em Jogos Olímpicos, incluindo 14 nas Olimpíadas de Pequim, em 2008. A universidade foi reconhecida pela revista Sports Illustrated como "melhor universidade para esportes do país" em 2002.